# Nilsvallen
Nilsvallen är en småort i Svegs distrikt (Svegs socken) i Härjedalens kommun, omkring två kilometer öster om Sveg.

## Kända personer från Nilsvallen
- Thomas Hedengran